# Fabiola Gianotti
Fabiola Gianotti (* 29. října 1960 Řím) je italská částicová fyzička a generální ředitelka CERNu (Evropské organizace pro jaderný výzkum). Její mandát započal 1. ledna 2016 a trvá po dobu pěti let. Na svém 195. zasedání v roce 2019 Rada CERNu zvolila Gianottiovou jako generální ředitelku i na další funkční období. Její druhý pětiletý mandát potrvá od 1. ledna 2021 do roku 2025. Je to poprvé v historii CERNu, kdy byl generální ředitel zvolen i na druhé funkční období.